# Alexīs Alexiou
Alexīs Alexiou (in greco: Αλέξης Αλεξίου; Salonicco, 8 settembre 1963) è un allenatore di calcio ed ex calciatore greco, di ruolo difensore.

## Carriera

### Club
Inizia a giocare come professionista nell'Apollon Kalamarias a partire dal 1983. Nella squadra di Kalamaria disputa 3 stagioni realizzando 12 gol in 70 partite. Dalla stagione 1986-1987 diviene un giocatore dell'Olympiakos, squadra con la quale trova la prima convocazione in nazionale greca. Con i bianco-rossi vince un Campionato greco, una Coppa di Grecia e una Supercoppa di Grecia. Nel 1990 viene acquistato dal PAOK e vi resta fino a fine carriera.

### Nazionale
Ha disputato 10 partite con la nazionale ellenica, impreziosite dalla partecipazione ai Mondiali di Calcio 1994. Esordisce nel 1989 nella sconfitta contro la Polonia in amichevole a Varsavia (3-0).

## Statistiche

### Cronologia presenze e reti in nazionale
| Cronologia completa delle presenze e delle reti in nazionale ― Grecia | Cronologia completa delle presenze e delle reti in nazionale ― Grecia | Cronologia completa delle presenze e delle reti in nazionale ― Grecia | Cronologia completa delle presenze e delle reti in nazionale ― Grecia | Cronologia completa delle presenze e delle reti in nazionale ― Grecia | Cronologia completa delle presenze e delle reti in nazionale ― Grecia | Cronologia completa delle presenze e delle reti in nazionale ― Grecia | Cronologia completa delle presenze e delle reti in nazionale ― Grecia |
| Data                                                                  | Città                                                                 | In casa                                                               | Risultato                                                             | Ospiti                                                                | Competizione                                                          | Reti                                                                  | Note                                                                  |
| --------------------------------------------------------------------- | --------------------------------------------------------------------- | --------------------------------------------------------------------- | --------------------------------------------------------------------- | --------------------------------------------------------------------- | --------------------------------------------------------------------- | --------------------------------------------------------------------- | --------------------------------------------------------------------- |
| 5-9-1989                                                              | Varsavia                                                              | Polonia                                                               | 3 – 0                                                                 | Grecia                                                                | Amichevole                                                            | -                                                                     | 46’                                                                   |
| 20-9-1989                                                             | Novi Sad                                                              | Jugoslavia                                                            | 3 – 0                                                                 | Grecia                                                                | Amichevole                                                            | -                                                                     | 46’                                                                   |
| 15-11-1989                                                            | Atene                                                                 | Grecia                                                                | 1 – 0                                                                 | Bulgaria                                                              | Qual. Mondiali 1990                                                   | -                                                                     | 76’                                                                   |
| 2-9-1992                                                              | Thessaloniki                                                          | Grecia                                                                | 2 – 3                                                                 | Cipro                                                                 | Amichevole                                                            | -                                                                     | 46’                                                                   |
| 10-3-1993                                                             | Vienna                                                                | Austria                                                               | 2 – 1                                                                 | Grecia                                                                | Amichevole                                                            | -                                                                     | 46’                                                                   |
| 23-3-1994                                                             | Thessaloniki                                                          | Grecia                                                                | 0 – 0                                                                 | Polonia                                                               | Amichevole                                                            | -                                                                     | 46’                                                                   |
| 27-4-1994                                                             | Atene                                                                 | Grecia                                                                | 5 – 1                                                                 | Arabia Saudita                                                        | Amichevole                                                            | -                                                                     | 46’                                                                   |
| 13-5-1994                                                             | Pireo                                                                 | Grecia                                                                | 0 – 0                                                                 | Bolivia                                                               | Torneo di Grecia                                                      | -                                                                     |                                                                       |
| 30-6-1994                                                             | Boston                                                                | Nigeria                                                               | 2 – 0                                                                 | Grecia                                                                | Mondiali 1994 - 1º turno                                              | -                                                                     |                                                                       |
| 11-6-1995                                                             | Helsinki                                                              | Finlandia                                                             | 2 – 1                                                                 | Grecia                                                                | Qual. Euro 1996                                                       | -                                                                     |                                                                       |
| Totale                                                                |                                                                       | Presenze                                                              | 10                                                                    |                                                                       | Reti                                                                  | 0                                                                     |                                                                       |

## Palmarès

### Giocatore

#### Competizioni nazionali
- Campionato greco: 1

Olympiakos: 1986-1987
- Supercoppa di Grecia: 1

Olympiakos: 1987
- Coppa di Grecia: 1

Olympiakos: 1989-1990